# Stenidius armifer
Stenidius armifer es una especie de coleóptero de la familia Anthicidae.

## Distribución geográfica
Habita en Goa (India).